# Jadwiga Sawicka

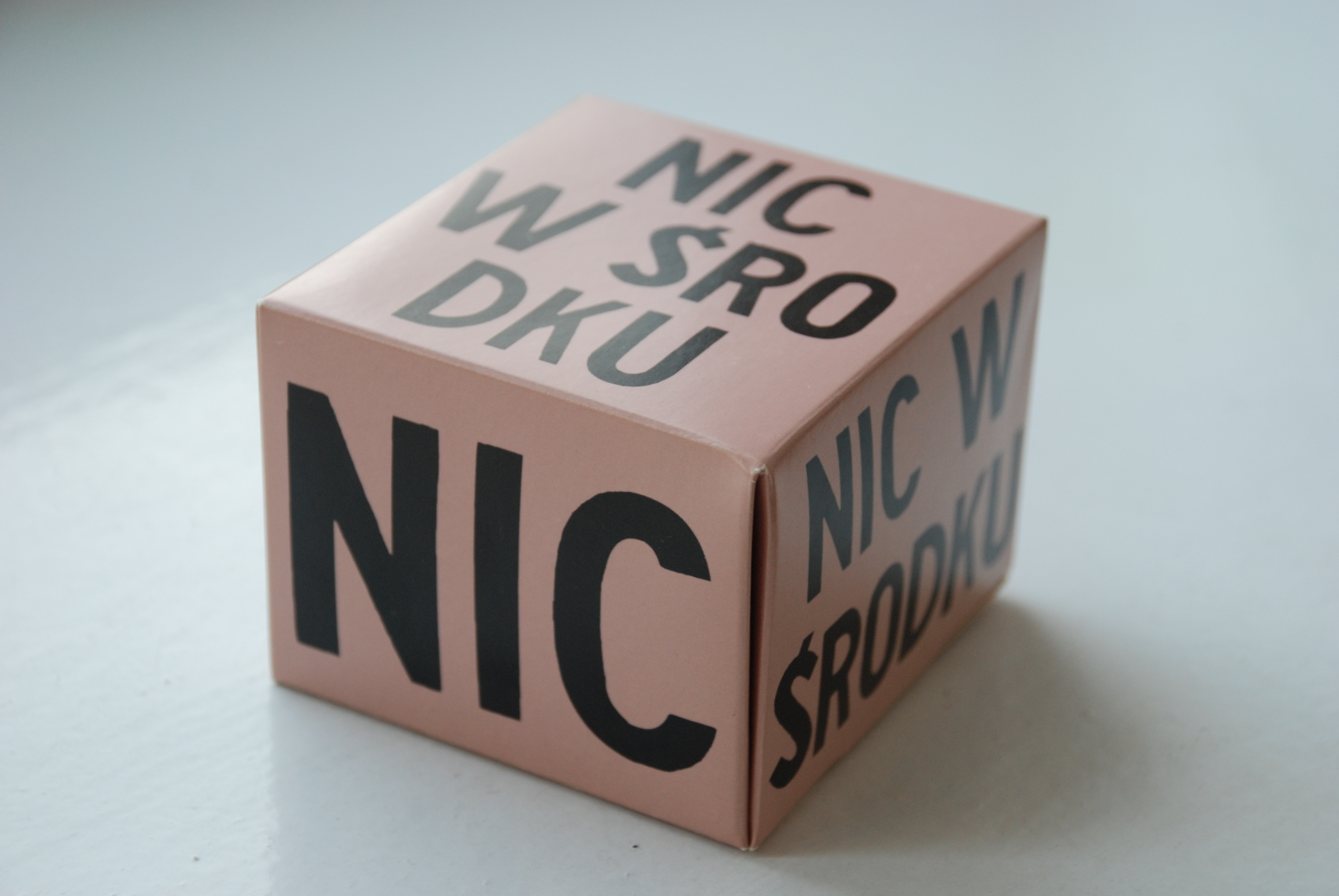
Jadwiga Sawicka, Nic w środku!, 2003

Jadwiga Sawicka (ur. 14 stycznia 1959 w Przemyślu) – polska malarka.

## Życiorys
W latach 1979–1984 studiowała na Wydziale Malarstwa krakowskiej ASP w pracowni Jerzego Nowosielskiego. Zajmuje się malarstwem i fotografią, ponadto tworzy poezję haptyczną - obiekty oraz instalacje tekstowe. Kieruje Zakładem Intermediów na Wydziale Sztuki Uniwersytetu Rzeszowskiego.
Początkowo malowała obrazy utrzymane w stylistyce ekspresji lat 80. W latach 90. malowała niewielkie obrazy z fragmentami odzieży i kosmetykami, zaopatrzone w fikcyjne hasła reklamowe. Z końcem lat 90. przychodzi czas na wielkoformatowe obrazy z tekstu.
W 2013 otrzymała Nagrodę im. Jana Cybisa. Laureatka Nagrody im. Katarzyny Kobro za rok 2015.

## Wybrane wystawy

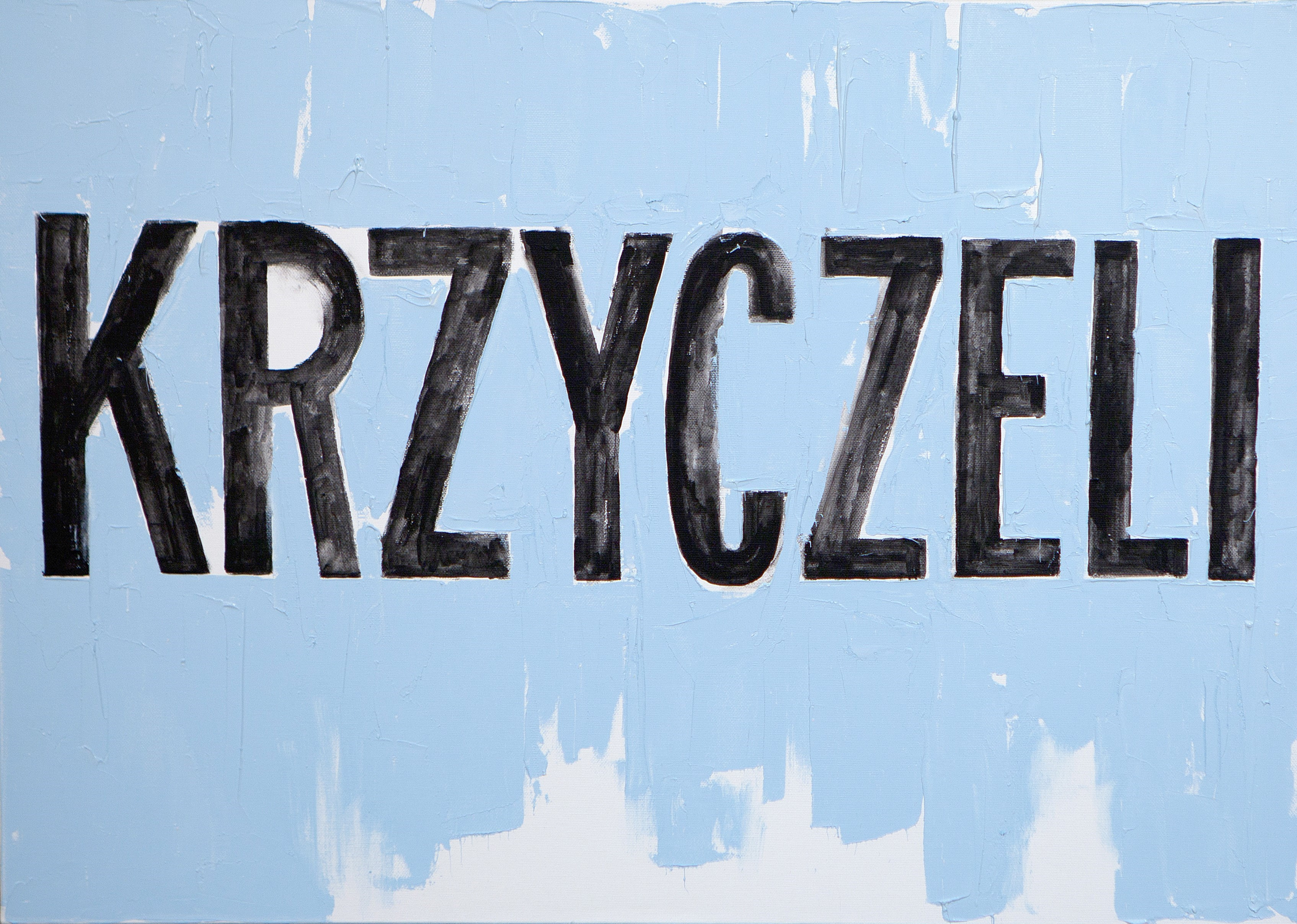
Jadwiga Sawicka, Krzyczeli, Płakali, Zginęli (2011), Muzeum Sztuki Nowoczesnej w Warszawie

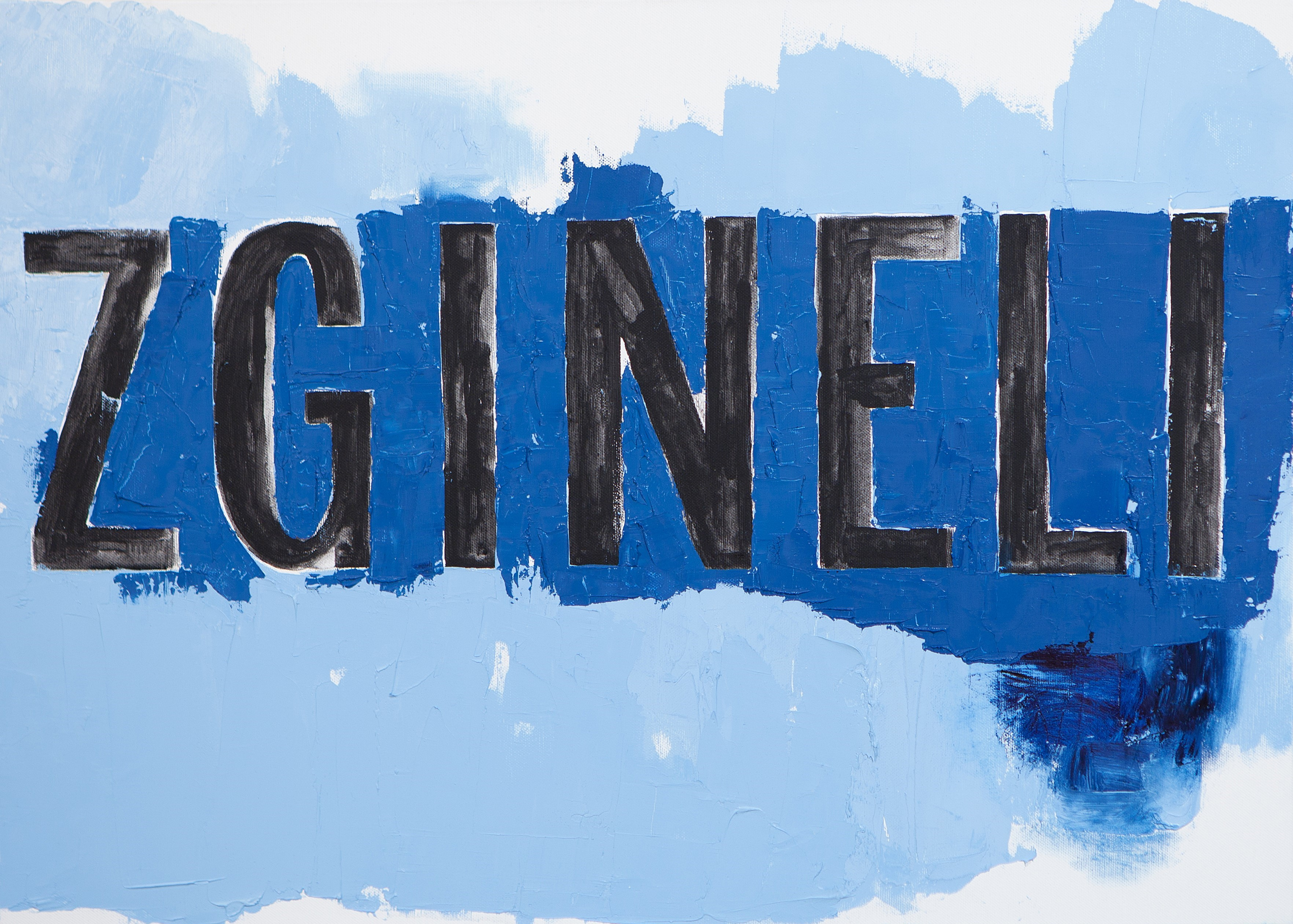
Jadwiga Sawicka, Krzyczeli, Płakali, Zginęli

### Wystawy indywidualne
- 1994: Kobieta do jedzenia, Galeria Sztuki Współczesnej, Przemyśl
- 1995: Ale gdzie ten dramat, film video o pracy J. Sawickiej, reż. J. Robakowski, Galeria Wymiany, Łódź
- 1996: Fajna Forma, Otwarta Pracownia, Kraków
- 1996: Nora, Galeria FF, Łódź
- 1997: Brak sensu dokucza, Laboratorium, CSW Zamek Ujazdowski
- 1997: Powraca dawne uczucie, Otwarta Pracownia, Kraków
- 1998: Nawracanie, Oswajanie, Tresowanie, billboard, Galeria Zewnętrzna AMS, Poznań
- 1998: Forma wzywa do użycia, Galeria Foksal, Warszawa
- 1999: Ani prośba ani groźba, Galeria Sztuki Współczesnej, Przemyśl
- 1999: Przelewanie z pustego, z Michaelem Wittasskiem, Otwarta Pracownia, Kraków
- 1999: Podatność materiałów, Mały Salon, Zachęta Narodowa Galeria Sztuki, Warszawa
- 1999: Powoduje raka, billboard, Galeria Otwarta, Kraków
- 2000: Dis/joint, Roz/łącznie, z Rogerem Perkinsem, Otwarta Pracownia, Kraków
- 2001: 38 egzekucji, Galeria Koło, Gdańsk
- 2001: Krwawa, Galeria Foksal, Warszawa
- 2002: Problemy z pamięcią, z Joan Grossman, Zachęta Narodowa Galeria Sztuki, Warszawa
- 2002: Powtórzenie i utrwalenie materiału, Otwarta Pracownia, Kraków
- 2003: Nic w środku!, Bunkier Sztuki, Kraków
- 2003: Słodki upominek, Galeria Potocka, Kraków
- 2003: Numery, Galeria Naród Sobie, Poznań
- 2004: Obłożenie, Centrum Sztuki Współczesnej Kronika, Bytom
- 2005: Nic dla mnie, Galeria Sztuki Wozownia, Toruń
- 2005: Przyciąga i odpycha, Galeria Atlas Sztuki, Łódź
- 2006: Daj wszystko, Galeria Arsenał, Białystok
- 2006: Wytwórca formy, Galeria Kordegarda, Warszawa[4]
- 2006: Daj mi wszystko, Galeria Starmach, Kraków
- 2006: Siła fatalna, CSW Zamek Ujazdowski, Warszawa
- 2007: Drastyczny i nieuleczalny, Otwarta Pracownia, Kraków
- 2010: Abstrakcja negatywna, Delikatesy, Kraków[5]
- 2013: Budowniczy ruin, Galeria Czarna, Warszawa[6]
- 2014: Fragmenty opowiadania, Galeria BWA, Warszawa[7]

### Wystawy zbiorowe
- 2004: Za czerwonym horyzontem, CSW Zamek Ujazdowski, Warszawa
- 2004: Piękno czyli efekty malarskie, Galeria Bielska BWA, Bielsko-Biała
- 2004: Piękno czyli efekty malarskie, BWA Wrocław, Wrocław
- 2004: Piękno czyli efekty malarskie, Biuro Wystaw Artystycznych, Zielona Góra
- 2004: Dialog Loci-, Twierdza Kostrzyn
- 2004: The New Ten, Museum Kuppersmuhle, Duisburg
- 2004: Distances?, Galerie Le Plateau, Paryż
- 2004: Pod flagą biało-czerwoną. Nowa sztuka z Polski, Estonian Art Museum, Tallin
- 2004: Pod flagą biało-czerwoną. Nowa sztuka z Polski, Contemporary Art Centre, Wilno
- 2004: Pod flagą biało-czerwoną. Nowa sztuka z Polski, National Centre for Contemporary Art, Moskwa
- 2005: (…), Biuro Wystaw Artystycznych, Zielona Góra
- 2005: Strażnicy doków, Instytut Sztuki Wyspa, Gdańsk
- 2005: Polka, CSW Zamek Ujazdowski, Warszawa
- 2005: Czas Kultury, Galeria Miejska Arsenał, Poznań
- 2005: Malarstwo jako zimne medium, Galeria Piekary, Poznań
- 2013: Ustanawianie szczęścia, Galeria Ego, Poznań
- 2022: Podróż do granic sztuki, Fundacja Rodziny Staraków, Warszawa[8]